# Wanderer of the Wasteland
Wanderer of the Wasteland er en amerikansk stumfilm fra 1924 instrueret af Irvin Willat.

## Medvirkende
- Jack Holt som Adam Larey
- Noah Beery som Dismukes
- George Irving som Mr. Roderick Virey
- Kathlyn Williams som Magdalene Virey
- Billie Dove som Ruth Virey
- Jim Mason som Guerd Larey
- Richard Neill som Collishaw